# Cartman's Mom is Still a Dirty Slut
Cartman's Mom is Still a Dirty Slut is de vijftiende aflevering van de animatieserie South Park van Comedy Central. Ze was voor het eerst te zien op 22 april 1998. Deze aflevering is het vervolg op Cartman's Mom is a Dirty Slut. De suggestie werd gewekt dat deze aflevering zou verschijnen als de première van seizoen 2, maar omdat het 1 april was, besloten Trey Parker en Matt Stone eerst Terrance & Phillip in Not Without My Anus uit te zenden. Deze aflevering is nummer 5 van de 10 op de lijst van afleveringen van South Park die de wereld veranderden.

## Plot
Al in het begin verschijnt Kenny plotseling weer (hij stierf in de eerste show). Precies wanneer Mephisto wil gaan zeggen wie de vader van Eric is, gaat al het licht uit en zijn er twee schoten te horen. Wanneer het licht weer aan gaat, wordt duidelijk dat Mephisto neergeschoten is. Hier wordt dan een vraag gesteld: Wie heeft Mephisto neergeschoten was het: Mr. Mackey, Ms. Crabtree of Sheila Broflovski? Chef voelt zijn pols en weet dan dat hij nog leeft en rijdt samen met de jongens naar het ziekenhuis. Maar al snel komt er weer een vraag: Wie zal het volgende slachtoffer worden van de moordenaar, zal het: Jimbo, Officer Barbrady of The Denver Broncos worden?
Wanneer ze het ziekenhuis binnenkomen zien ze Dr. Doctor en een zuster zonder armen, zuster Goodley. Ze zijn de enigen die werken in het ziekenhuis. Ondertussen terug in de stad, komt de crew van America's Most Wanted binnen die een documentaire willen maken over de moord op Mepisto, maar wie zal Sid Greenfield als eerst casten? Zal het Mr. Garrison, Officer Barbrady of Chef worden? Er komen dus audities. Ze zoeken ook een Mr. Garrison maar die wordt bij zijn auditie afgewezen terwijl hij gewoon zichzelf moet spelen.
Terug in het ziekenhuis, is Dr. Doctor het eindelijk gelukt om Mephisto aan een kunstmatig leefsysteem te koppelen, maar hij heeft nog veel andere patiënten. Door de enorme sneeuwstorm kunnen er geen nieuwe dokters komen dus moeten Dr. Doctor en zuster Goodley iedereen zelf helpen.
Wanneer de show wordt opgenomen valt de stroom uit, door het vervangende programma doemt er een nieuwe vraag op: Who Framed Roger Rabbit? Was het Jimbo, Mr. Garrison of Chef? Ondertussen zijn alle volwassenen opgesloten in een klein gebouw door de sneeuw. Al na een paar minuten krijgt iedereen honger en komt Jimbo op het idee om iemand op te eten. Greenfield komt dan met de volgende vraag: Wie maakte Jimbo in godsnaam de baas, was het: Barbrady, Chef of Mr. Garrison? Ze kiezen om Eric Roberts als eerste te eten omdat "nobody gives a shit about Eric Roberts". Jimbo komt dan met nog een vraag: Wie bouwde de piramides, waren het: De Babyloniërs, Officer Barbrady of de Samaritanen?
Terug in het ziekenhuis valt de stroom uit en komt Cartman met een nieuwe vraag: Wie is er aan het kloten met het licht, is het: Officer Barbrady, Jimbo of The Denver Broncos? (Cartman: Ik begin dit nou erg irritant te vinden.) Ze proberen de stroom weer te repareren, maar eerst moeten ze teams maken Team A en Team B.
TEAM A: Cartman, Stan, Kyle, Chef, Dr. Doctor, en zuster Goodley
TEAM B: Kenny
Team B's taak is om de generator te repareren en Team A's taak is om boven in de woonkamer chocolademelk te gaan drinken en televisie te gaan kijken. Dr. Doctor brieft Team B. Maar helaas voor Team B moeten ze eerst door het riool en hebben ze kans om aangevallen te worden door Velociraptors. Later komt Kenny erachter dat er ook een mooi verwarmd pad naar de generator was maar dit ontdekt hij pas nadat hij uit het riool komt. Hij ziet dat de kabel van de generator los is en besluit om met zichzelf het circuit te sluiten, waar hij zichzelf mee elektrocuteert.
Wanneer dit alles gebeurt wil Mevr. Cartman een abortus laten plegen voor Cartman (ze weet niet dat het al véel te laat is.) De zuster vertelt haar dat een abortus maar tot de 2e periode mogelijk is en niet meer in de 40e periode. Ze verwarde abortie met adoptie. Door haar fout besluit ze om de waarheid te vertellen aan Eric.
Dankzij Kenny doet de stroom het weer en kan Mephisto in leven gehouden worden. Wanneer hij hoort dat hij neergeschoten is, vertelt hij dat zijn broer hem elke maand probeert neer te schieten, hij is er ook zeker van dat zijn broer hem neergeschoten heeft. Ondertussen zijn de kannibalen ook vrij, ze besluiten om hier maar mee te leven. Ook heeft Mr. Garrison de overblijfselen van Eric Roberts bij in een doggie bag. Mephisto roept dan iedereen op om naar het ziekenhuis te komen voor het antwoord op de grote vraag: het antwoord: Mevrouw Cartman.
Hoe kan dit? Mevrouw Cartman is een hermafrodiet, dit betekent dat ze zowel vrouwelijke als mannelijke genitaliën heeft. Uiteindelijk heeft ze een andere vrouw zwanger gemaakt. Dus hierna komt de allerlaatste vraag: Wie is Cartmans moeder? Is het: Mevr. Crabtree, Sheila Broflovski of Burgemeester McDaniels? Maar Cartman, die alle vragen beu is en die ook kwaad is dat de Terrance & Phillip-aflevering eerst was, wil er niets meer van weten en laat alles maar zoals het is.

## Kenny's dood
- Kenny moet de generator repareren, maar moet zichzelf gebruiken als verbindingsstuk, hierbij wordt hij geëlektrocuteerd tot de dood.

## Lijst van vragen
- Wie schoot Mephisto neer?
  - Mr. Mackey
  - Ms. Crabtree
  - Shelia Broflovski
- Wie wordt het volgende slachtoffer?
  - Jimbo
  - Officer Barbrady
  - The Denver Broncos
- Wie zal Sid Greenfield als eerste casten?
  - Mr. Garrison
  - Officer Barbrady
  - Chef
- Wie "Framed Roger Rabbit?"
  - Jimbo
  - Mr. Garrison
  - Chef
- Wie maakte Jimbo in godsnaam de baas?
  - Officer Barbrady
  - Chef
  - Mr. Garrison
- Wie bouwde de piramides?
  - De Babyloniërs
  - Officer Barbrady
  - De Samaritanen
- Wie is er met de lichten aan het kloten?
  - Officer Barbrady
  - Jimbo
  - De Denver Broncos
- Wie is Cartmans moeder?
  - Mevr. Crabtree
  - Sheila Broflovski
  - Burgemeester McDaniels

## Trivia
- Nurse Goodley is te zien in komende afleveringen maar dan heeft ze gewoon normale armen.
- Deze aflevering zou in eerste instantie niet gemaakt worden, maar door het aandringen van het publiek kwam hij er toch.
- Er zit een "visitor" tussen de kandidaten voor wie is Cartmans vader aan het einde van de aflevering.
- De plattegrond van de weg naar de generator is hetzelfde als die van de grote show van South Park: Bigger, Longer & Uncut.
- In aflevering 201 komt de kijker erachter dat Mephisto werd neergeschoten door zijn eigen broer.